# ティンジャン
ティンジャン（ビルマ語: သင်္ကြန်、ダジャンとも）とはミャンマー（ビルマ）における新年、またそれに伴う祭りを指す。

## 概要
ティンジャンは別名を水かけ祭という。バケツや高圧の水鉄砲などを用いて、水をかけあう。
ティンジャンを行う目的は、旧年の不幸や穢れを新年に持ち越さないためである。
2024年、ユネスコの無形文化遺産に登録された。

## ミャンマーの新年について
ミャンマーでは、新年の始まりは4月17日とされている。なお、ミャンマーでは1月1日の出勤や登校は当たり前のことである。